# Bizitza Triste eta Ederra
Bizitza Triste eta Ederra (que en castellano se traduce como «Vida triste y hermosa») es el cuarto y último álbum de la banda vasca Joxe Ripiau.
El título está basado en la canción «It's a Sad and Beautiful World» de Tom Waits, aparecida en la película de Jim Jarmusch Down by Law (puede escucharse un sampler del músico estadounidense al principio del corte, obtenido de la película). Otra de las habituales referencias cinematográficas que aparecen en Bizitza Triste eta Ederra es la canción «Gaslight», inspirada en la película Gaslight, de George Cukor.
El álbum tiene un tono más melancólico que el resto de los álbumes de Joxe Ripiau. Muchas de las canciones están basadas en los viajes y giras que había realizado el grupo en años anteriores por países como Japón o Marruecos. Así, aparecen ritmos y sonoridades hasta entonces no presentes en sus discos, como raï y música electrónica («Bi bihotz»), melodías japonesas («Ichi do kiri dake») o tarantelas («Ijitoen estigma»), todos ellos mezclados con los habituales ritmos latinos, ska y reggae.
Desde el punto de vista del sonido, para Iñigo «es una producción más cuidada», obra del propio Muguruza y Kaki Arkarazo, que repitió como técnico de sonido y coproductor.

## Lista de canciones
1. «Ijitoen estigma» («El estigma de los gitanos»)
(Letra y música: Iñigo Muguruza.)
2. «Antoine nahasia» («Antoine confuso»)
(Letra y música: Iñigo Muguruza.)
3. «Armen Kultuaren aurka» («Contra el culto a las armas»)
(Letra y música: Iñigo Muguruza.)
4. «Ichi do kiri dake»
(Letra: Iñigo Muguruza. Música: Asier Ituarte.)
5. «Sorgindu nahi ninduzun» («Me querías hechizar»)
(Letra: Iñigo Muguruza. Música: Sergio Ordóñez.)
6. «Sobera isil» («Demasiado callada»)
(Letra y música: Iñigo Muguruza.)
7. «Batzuk Babilonia» («Algunos Babilonia»)
(Letra y música: Iñigo Muguruza.)
8. «Gaslight»
(Letra y música: Iñigo Muguruza.)
9. «S.D.F.»[2]
(Letra y música: Iñigo Muguruza.)
10. «Gabriela»
(Letra y música: Iñigo Muguruza.)
11. «Bi bihotz» («Dos corazones»)
(Letra: canción popular marroquí. Música: Iñigo Muguruza.)
12. «Bizitza triste eta ederra» («Vida triste y hermosa»)
(Letra y música: Iñigo Muguruza.)

## Personal
- Iñigo Muguruza: bajo, guitarra y voz.
- Jabier Muguruza: acordeón y coros.
- Sergio Ordóñez: percusiones.
- Asier Ituarte: trombón.

### Músicos adicionales
- Bingen Mendizabal: bibolina en «Ijitoen estigma».
- Fermín Goñi: trompeta en «Antoine nahasia» y «S.D.F.».
- Mikel Azpiroz: órgano Hammond en «Antoine nahasia», «Ichi do kiri dake», «Sorgindu nahi ninduzun», «Sobera isil» y «S.D.F.»
- Sinobu y Jian Shino: coros en «Ichi do kiri dake».
- Garazi Muguruza: coros en «Sorgindu nahi ninduzun».
- Kaki Arkarazo: coros en «Gabriela».
- Latifa Baquali: voz en «Bi bihotz».

## Personal técnico
- Iñigo Muguruza: producción.
- Kaki Arkarazo: técnico de sonido y producción.